# 阿尔芒松河畔布列农
阿爾芒松河畔布列农（法語：Brienon-sur-Armançon，法語發音：[bʁijɛnɔ̃ syʁ aʁmɑ̃sɔ̃] ⓘ）是法国勃艮第-弗朗什-孔泰大区约讷省的一个市镇，属于欧塞尔区。

## 地理
阿尔芒松河畔布列农（47°59'34"N, 3°36'59"E）面积25.87 平方千米，位于法国勃艮第-弗朗什-孔泰大區约讷省，该省份为法国中北部内陆省份，西接卢瓦雷省，西北接塞纳-马恩省，南至涅夫勒省，东临科多尔省，东北与奥布省接壤。
与阿尔芒松河畔布列农接壤的市镇（或旧市镇、城区）包括：贝勒绍姆、尚普洛、埃农、梅尔西、蒙圣叙尔皮斯、奥尔穆瓦、奥特地区帕鲁瓦、圣弗洛朗坦。

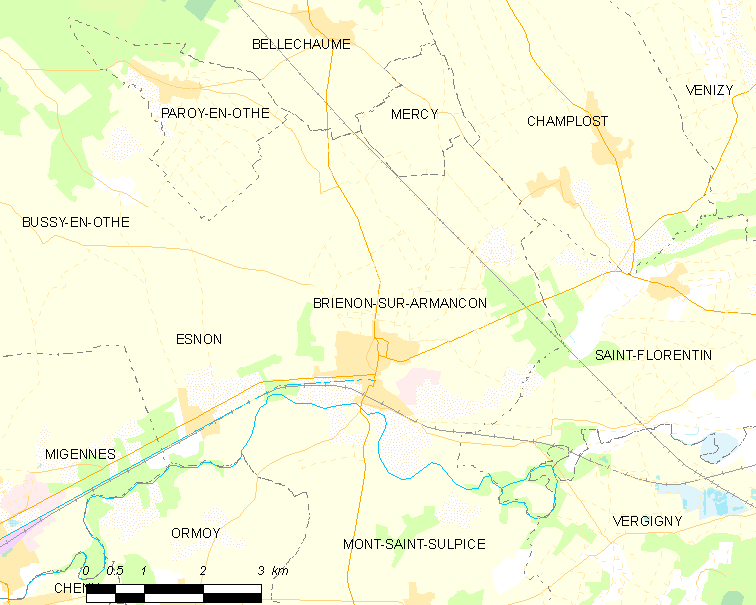
阿尔芒松河畔布列农的OSM定位图

阿尔芒松河畔布列农的时区为UTC+01:00、UTC+02:00（夏令时）。

## 行政
阿尔芒松河畔布列农的邮政编码为89210，INSEE市镇编码为89055。

## 政治
阿尔芒松河畔布列农所属的省级选区为阿尔芒松河畔布列农县。

## 人口

1962-2008年间阿尔芒松河畔布列农人口变化图示

阿尔芒松河畔布列农于2022年1月1日时的人口数量为3060人。